# Alejandro Toledo
Alejandro Celestino Toledo Manrique (Cabana, 28 marzo 1946) è un politico peruviano.
È stato Presidente del Perù dal 2001 al 2006.

## Biografia
Nato in una famiglia molto modesta, Alejandro Toledo è figlio di un pastore della regione di Ancash, ottavo di sedici figli, sette dei quali morti prematuramente. Pur essendo nato a Ferrer, Toledo è stato registrato all'anagrafe nella vicina Cabana. All'età di sei anni la sua famiglia si trasferisce nella città portuale di Chimbote e Toledo l'aiuta vendendo biglietti della lotteria e giornali oltre che lavorando come lustrascarpe. Terminata la scuola dell'obbligo invece di abbandonare gli studi prosegue grazie all'incoraggiamento di un insegnante. Toledo sarà il primo della sua famiglia a frequentare le scuole superiori. Nel frattempo, lavora la sera e durante i fine settimana come giornalista del quotidiano La Prensa di Chimbote. 
All'età di sedici anni grazie all'aiuto di una coppia di volontari dei Peace Corps statunitensi ottiene una borsa di studio di un anno all'Università di San Francisco. Riesce a proseguire gli studi negli Stati Uniti lavorando in una stazione di servizio e grazie ad una borsa di studio sportiva. Toledo ottiene un Bachelor of Arts in business administration all'Università di San Francisco, un Master of Arts in economia all'università di Stanford e infine, sempre a Stanford, un PhD in economia delle risorse umane nel 1993.

### Carriera
Tra 1981 e 1983, Toledo diresse l'Istituto di studi economici e sindacali di Lima, una divisione del Ministero del lavoro e dello sviluppo sociale. Nello stesso periodo è stato il principale consigliere economico del presidente della Banca centrale del Perù.
Nel corso della sua carriera, Toledo ha lavorato come consulente di diverse organizzazioni internazionali, incluse le Nazioni Unite, la Banca Mondiale, la Banca Interamericana di Sviluppo, l'International Labour Organization e l'Organizzazione per la cooperazione e lo sviluppo economico (OECD).
Toledo è stato inoltre professore dell'Escuela de Administración de Negocios para Graduados (ESAN), una delle principali business school peruviane, di cui è stato direttore tra 1986 e 1991. Tra 1991 e 1994, ha collaborato come ricercatore all'Harvard Institute for International Development. E infine, guest professor all'Università di Waseda di Tokyo e alla Japan Foundation.
Si è candidato a Presidente della Repubblica nel 2000, ma è stato sconfitto dal suo avversario, il Presidente uscente Alberto Fujimori, che deteneva tutti i poteri mediatici. Alejandro Toledo contesta il risultato delle elezioni e denuncia le frodi. Molti dei suoi sostenitori sono stati uccisi e decine sono stati feriti nella repressione di una manifestazione pacifica contro il regime di Fujimori.

### Vita privata
Toledo è sposato con l'antropologa belga Eliane Karp, con la quale ha una figlia, Chantal. I due si conobbero a Stanford, divorziarono negli anni ottanta per poi risposarsi negli anni novanta, dopo una grave crisi coniugale. Nel 1987, durante gli anni della separazione, Toledo ha avuto una figlia da Lucrecia Orozco, Zarai Toledo, riconosciuta solo nel 2002 dopo una lunga battaglia in tribunale.

## Presidente della Repubblica
Era di nuovo candidato nel 2001, dopo la fuga in Giappone di Alberto Fujimori, in rappresentanza del partito liberale Perú Posible contro l'ex presidente socialdemocratico Alan García. È stato eletto al secondo turno.
Nel 2005, poco prima della fine del suo mandato, la sua valutazione di popolarità era inferiore al 10% di soddisfazione, una delle più basse del Sud America, a causa delle ripetute crisi ministeriali, della mancanza di risultati economici, dei casi di corruzione e delle accuse di falsificazione per permettere al suo partito di essere legalizzato. Nell'agosto 2005 ha completamente rivisto il suo governo per far fronte alla crisi politica. In base all'attuale Costituzione, non può candidarsi per il secondo mandato consecutivo nel 2006.

## Dopo la presidenza
Nel 2010 si è unito all'iniziativa "Friends of Israel Initiative", che riunisce politici e uomini d'affari internazionali per usare le loro influenze per sostenere gli interessi israeliani.
Candidato alle elezioni presidenziali del 2011, ha ottenuto il 15,64% dei voti. È stato nuovamente candidato alle elezioni presidenziali del 2016, dove ha ricevuto l'1,3% dei voti.

## Corruzione
Nell'aprile 2016, Alejandro Toledo è stato citato in tribunale per rispondere alle accuse di riciclaggio di denaro sporco per l'acquisto di diverse proprietà in collusione con un uomo d'affari israeliano. È sospettato di aver ricevuto 20 milioni di dollari di tangenti da società brasiliane, tra cui Odebrecht, in cambio di contratti a loro favorevoli, e di aver riciclato questo denaro per l'acquisto di proprietà di lusso in Israele. È inoltre sospettato di riciclaggio di denaro attraverso una società offshore in Costa Rica.
Nel febbraio 2017, la giustizia richiede la sua incarcerazione e le autorità peruviane annunciano che offriranno 30.000 dollari per ogni informazione sulla sua sorte, visto che Toledo è fuggito all'estero. Si trova negli Stati Uniti, ma la sua estradizione in Perù è sospesa dalle autorità americane, nonostante un avviso rosso dell'Interpol che lo riguarda.
Estradato nel 2023, incarcerato e condannato il 21 ottobre del 2024 a vent'anni di carcere.